# Sant'Angelo (Treviso)
Sant'Angelo è un sobborgo del comune italiano di Treviso. 
Si articola in due centri abitati localizzati a sudovest del centro storico: la Sant'Angelo vera e propria, modesto agglomerato con caratteri ancora rurali raccolto attorno alla chiesa parrocchiale, e Santa Maria del Sile (già Borgo Sile o Sant'Angeło Nòvo), vasto quartiere di recente formazione posto poco più a levante.
La località dà il nome all'aeroporto di Treviso-Sant'Angelo, che sorge in realtà sull'altra sponda del fiume Sile, nei pressi di San Giuseppe.

## Geografia fisica
Sant'Angelo si addossa alla riva destra del fiume Sile, il cui corso ha subito una serie di profonde modifiche attraverso varie opere di bonifica: le paludi che si estendevano lungo le rive sono state ridotte e nulla resta di una ricca area di risorgive descritta anche da Luigi Bailo nella sua Guida della città di Treviso (1872). Resistono ancora tratti di aree umide attorno alla parrocchiale e a villa Letizia, recentemente rivalorizzate dal parco naturale regionale del Fiume Sile.

## Storia
Il ritrovamento di numerosi reperti archeologici, specialmente nella cava di ghiaia Betteti, prova che la presenza umana nella zona risale almeno all'epoca romana, tuttavia la formazione di un centro abitato ben definito si ebbe solo in epoca medievale con la fondazione della chiesa.
La posizione ha favorito in passato un'intensa attività molitoria.

## Monumenti e luoghi d'interesse

### Chiesa di Sant'Angelo
Parrocchiale intitolata all'arcangelo Michele, una leggenda ne ricollega l'origine al paladino Orlando, che la costruì per ringraziare della vittoria conseguita contro i Longobardi. Un'altra tradizione, forse più vicina alla realtà storica, la vorrebbe consacrata sul finire dell'VIII secolo dal vescovo di Treviso Fortunato. Di fatto, la prima testimonianza scritta è del 1170.
L'edificio ha subito numerosi rifacimenti sino alla metà del Novecento. Si presenta oggi come un piccolo e sobrio edificio a navata unica che conserva al suo interno alcune opere di pregio tra cui una croce in stile bizantino (XV secolo), dipinti di scuola veneta (XVIII secolo) e un prezioso ostensorio.

### Chiesa di Santa Maria del Sile
È una comparrocchiale consacrata il 19 agosto 1956 da mons. Ettore Cunial come riferimento religioso per il quartiere Borgo Sile.

### Casa Fossati, Marinello
Il complesso si inserisce in un vasto appezzamento situato all'estremità occidentali di Borgo Sile, delimitato a nord e a ovest dal Sile e a sud dalla strada che conduce a Canizzano. Secondo Giuseppe Mazzotti l'attuale costruzione ha forme ottocentesche, ma non si può escludere che fosse stata ottenuta dal rimaneggiamento di strutture preesistenti.
Si articola in un corpo formato da tre volumi allineati, ovvero la casa padronale, a tre piani, e due lati laterali di due piani, asimmetriche per dimensioni e forometria. L'ala orientale e la casa padronale hanno gli stessi piani di calpestio alla stessa altezza e sono fra loro comunicanti; diverso il discorso per l'ala occidentale che svolgeva le funzioni di barchessa e rappresenta probabilmente la porzione più antica della villa, forse settecentesca.
La casa padronale risulta particolarmente slanciata a causa di un basamento che eleva il pianterreno di circa un metro. Il tutto è concluso da una cornice modanata su cui si imposta la copertura a piramide, coronata da una sfera lapidea al vertice. La facciata principale, rivolta a sud, è molto semplice e l'asse di simmetria è esaltato dalle diverse aperture centrali: il portale arcuato, la monofora centrale con piccolo poggiolo e quella all'ultimo livello (identica alla precedente ma di dimensioni ridotte).
L'organizzazione degli interni è quella consueta, con salone passante al centro e due vani per lato, dei quali uno è occupato dalla scala.

### Villa Letizia
Posta a Borgo Sile, l'attuale edificio è il risultato di una ristrutturazione novecentesca, tuttavia la presenza di edifici nella zona risale almeno all'inizio del Settecento, come testimoniano le mappe antiche.
I caratteri tipici della villa veneta sopravvivono nella scelta della posizione (paesaggisticamente rilevante, essendo lungo il Sile) e nella presenza, sul fianco della casa domenicale, di una barchessa profondamente rimaneggiata. Per il resto, lo stile dell'edificio è in linea con la moda di inizio Novecento, ovvero un misto tra neogotico e liberty con la presenza di richiami medievali - le due torrette - e arabi - i profili esterni delle aperture. Altro elemento in accordo con i canoni del tempo è il portico con loggia soprastante posto all'angolo principale dell'edificio.